# Diamante Amarillo Starlight
El Amarillo Starlight (en español: Luz de Estrella de Amarillo) es el diamante más grande encontrado por un visitante en el Parque estatal del Cráter de Diamantes (Arkansas) desde 1972, cuando el lugar se declaró parque estatal.

## Historia
El diamante fue encontrado en 1975 por W. W. Johnson de Amarillo, Texas, mientras estaba de vacaciones en el parque con su familia. Al ser desenterrado, era un diamante en bruto blanco de 16,37 quilates (3,3 g), pero posteriormente se ha cortado con forma de marquesa, quedando su peso reducido a 7,54 quilates (1,5 g). Su valor se estimó entre 150.000 y 175.000 dólares.